# 14. armada (Wehrmacht)
Za druge 14. armade glejte 14. armada.
14. armada (izvirno nemško 14. Armee) je bila armada v sestavi Heera (Wehrmacht) med drugo svetovno vojno.

## Vojna služba
| Datum                  | Nadrejeno poveljstvo | Področje (vir)     |
| september 1939         | Armadna skupina Jug  | Poljska kampanja   |
| december 1943–maj 1945 | Armadna skupina C    | Italijanska fronta |

## Organizacija

### Stalne enote
1939
- Korück 520
- Armee-Nachrichten-Regiment 521
- Armee-Nachschubführer 521

1944
- Korück 511
- Armee-Nachrichten-Regiment 524
- Kommandeur der Armee-Nachschub-Truppen 583

### Dodeljene enote
1. september 1939
- VIII. Armeekorps
- XVII. Armeekorps
- XVIII. Armeekorps
- 239. pehotna divizija

3. december 1943
- Gruppe Witthöft
- II. SS-Armeekorps
- LI. Armeekorps
- LXXXVII. Armeekorps
- I. SS-Armeekorps
- 278. pehotna divizija
- 188. gorska divizija

11. maj 1944
- LXXVI. Armeekorps
- I. Fallschirm-Armeekorps
- 29. pehotna divizija
- 92. pehotna divizija

13. oktober 1944
- I. Fallschirm-Armeekorps
- XIV. Armeekorps

12. april 1945
- XIV. Armeekorps
- LI. Armeekorps

## Poveljstvo
Poveljnik
- Generalfeldmarschall Wilhelm List (1. september 1939–25. oktober 1939)
- Generalpolkovnik Eberhard von Mackensen (5. november 1943 –5. junij 1944)
- General tankovskih enot Joachim Lemelsen (5. junij 1944–15. oktober 1944)
- General tankovskih enot Fridolin von Senger und Etterlin (15. oktober 1944–24. oktober 1944)
- General artilerije Heinz Ziegler (24. oktober 1944–22. november 1944)
- General tankovskih enot Traugott Herr (22. november 1944–12. december 1944)
- General pehote Kurt von Tippelskirch (12. december 1944–22. februar 1945)
- General tankovskih enot Joachim Lemelsen (22. februar 1945–2. maj 1945)